# Laudenbach (Kahl)
Der Laudenbach oder Kleinlaudenbach ist ein etwas über 2 Kilometer langer Mittelgebirgsbach im bayerischen Spessart und ein linker Zufluss der Kahl im unterfränkischen Landkreis Aschaffenburg.

## Name
Der Name Laudenbach besteht aus dem althochdeutschen hludira beziehungsweise den mittelhochdeutschen Wörtern lût und bach und bedeutet rauschender, lauter Bach. Der Laudenbach gab den Orten Groß- und Kleinlaudenbach ihre Namen.
Die gleiche Namenswurzel steckt auch im Bachnamen Western (heute Westerbach, früher Weysluthera) der den Westerngrund durchfließt.

## Geographie

### Verlauf

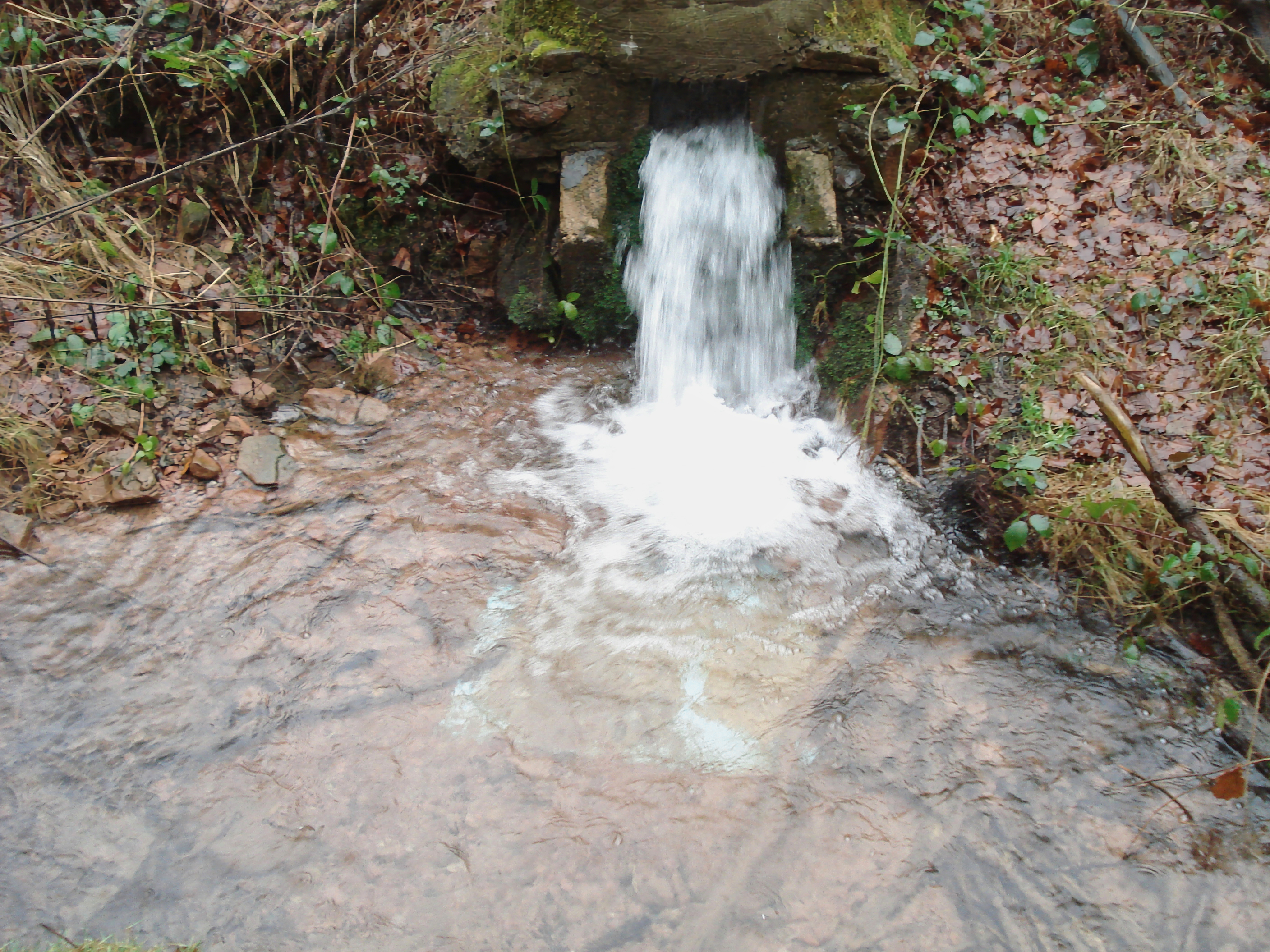
Die Quelle des Laudenbachs

Der Laudenbach entspringt am Degen-Weg südöstlich von Kleinlaudenbach im Schöllkrippener Forst am Fuße des Bergrückens der Eselshöhe, unterhalb des Laudenberges (478 m). Er fließt in nordwestliche Richtung durch den Laudengrund und wird vom Klafferborn verstärkt. In Kleinlaudenbach teilte er sich früher in zwei Arme auf und betrieb die Bachmühle. Nachdem der Laudenbach den Kahltal-Spessart-Radweg unterquert hat, mündet er gegenüber von Großlaudenbach in die Kahl.

### Flusssystem Kahl
- Fließgewässer im Flusssystem Kahl

## Geschichte

### Mühlen
- Bachmühle

Siehe hierzu auch die Liste von Mühlen im Kahlgrund.